# Com2uS
Com2uS（カムツス、朝: 컴투스）は、韓国のモバイルゲーム会社である。

## 概要
Com2uSは1998年に設立された韓国のモバイルゲーム会社であり、日本法人を設立する前はサイバードの「ミニゲー☆天国!」を通して日本に携帯電話向けミニゲームを提供していた。2008年、Com2uSはi-mode向けゲームサイト「やりコミ! RPG&SLG」および「やりコミ! Gamer'z」を開設し、日本において「イノティア戦記」「スーパーアクションヒーロー」「タワーディフェンス」および各種ミニゲームを提供した。
その後、スマートフォンが登場すると、スマートフォンにもゲームを提供開始。2012年、韓国コンテンツ振興院からの公的支援を受けて「Mobile Game Global Publishing」事業を行い、8つの韓国産モバイルゲームの海外パブリッシングを行った。
2013年、GAMEVILに買収された。2017年、日本法人であったCom2uS JAPANはゲームヴィルジャパンと合併し、GAMEVIL COM2US Japanとなった。2021年、親会社のGAMEVILがCom2uS Holdingsに社名変更し、これに伴い日本法人のGAMEVIL COM2US Japanは、社名をCom2uS Japanへと変更した。

## ゲーム
日本国内でのゲームアプリのサポートおよび運営は、親会社のCom2uS Holdingsとの合弁日本法人Com2uS Japanによって行われている。

### 現行
MLB：9イニングスやNBA NOWなどのシーズンアップデートによりアプリタイトルが更新されるゲームについては、配信開始時のタイトルを記載。
- タイニーファーム（2011年9月15日[9] - ）
- イノティア戦記4（2012年4月26日[10] - ）
- ゴルフスター（英語版）（2013年4月11日[11] - ）
- アイモ:The World of Magic（2013年4月30日[12] - ）
- 釣りオン!（2014年3月27日[13] - ）
- サマナーズウォー: Sky Arena（2014年6月12日[14] - ）
- タワーディフェンス: Infinite War[注 2][15]（2014年10月2日[16] - ）
- MLB：9イニングス16[注 3]（2016年10月13日[17] - ）
- MLB：9イニングスGM（2017年6月19日 - ）
- ホウチ&ドラゴンズ（2020年8月11日[18] - ）
- バーディークラッシュ：ファンタジーゴルフ（2021年2月4日[19] - ）
- サマナーズウォー：ロストセンチュリア（2021年4月29日[20] - ）
- NBA NOW 22[注 3]（2021年10月20日[21] - ）
- 堕ちないで！女神様！（2022年2月25日[22] - 2023年5月11日）
- サマナーズウォー：クロニクル（2022年3月9日[23] - ）

#### 日本語未対応
- 컴투스프로야구[注 4]（Com2uS プロ野球）
- 컴투스프로야구V[注 3]（Com2uS プロ野球V）
- 컴투스프로야구매니저 LIVE[注 4]（Com2uS プロ野球マネージャーLIVE）
- 타이니팡2 for Kakao（タイニーパン2）
- 인생역전윷놀이 for Kakao（人生逆転ゲーム）
- Soccer Spirits（サッカースピリッツ）[注 5][24]
- Dungeon Delivery

### 過去

#### フィーチャーフォン向け
日本では「やりコミ! RPG&SLG」や「やりコミ! Gamer'z」で配信されていた。
- ミニゲーム天国
  - ミニゲーム天国2
  - ミニゲーム天国3[3]
- アクションパズルファミリー
  - アクションパズルファミリー2[3]
- 英語電脳パワー
- スーパーアクションヒーロー（英語版）
  - スーパーアクションヒーロー2[3]
  - スーパーアクションヒーロー3
- フォーチュンゴルフ[3]
- アクションヒーロー3D[3]
- アイモ（2006年7月[3] - ）
- イノティア戦記[3]
  - イノティア戦記2（2010年3月29日 - ）
- クレイジーホットドック[3]
- 花札[3]
- ショコラ・デ・ソムリエ
- LOA 〜混沌への序章〜
- タワーディフェンス
- カムツスプロ野球2009
- VIRUS -ウィルス-

#### スマートフォン向け
- Home Run Battle 3D（英語版）（旧名Baseball Slugger。2009年6月17日[25] - ）
  - ホームランバトル2（2012年3月30日[26] - ）
  - LINE ホームランバトル バースト（2012年11月19日[27] - 2014年11月28日[28]） - NHN Japan配信
- Third Blade〜這い寄る混沌〜（2010年5月9日 - ）
- 嗚呼!ドタバタファミリー（旧名Puzzle Family、2010年7月6日[29] - ）
  - ドタバタファミリーVS（2012年2月16日[30] - ）
- クイーンズ・クラウン（2010年12月8日 - ）
  - クイーンズ・クラウン2（2013年4月5日[31] - ）
- イノティア戦記3〜カーニアの子供たち〜（2011年1月19日 - ）
- スノーサミット:エクストリーム（英語版）（2011年12月15日[32] - ）
- 三国志ディフェンス（2011年12月20日[33] - ）
  - 三国志ディフェンス2（2012年6月22日[34] - ）
- カリゴ・チェイサー（2012年1月19日[35] - ）
- ゾンビ・バンド（2012年2月9日[36]）
- タワーディフェンス:Lost Earth（2012年4月4日[37] - ）
- 世界樹ライフ（英名Magic Tree by Com2uS。2012年4月5日[38] - ）
- オーブンブレイク（2012年4月27日[39] - ） - 韓Devsisters開発
- スパルタの栄光（2012年5月23日[40] - ） - 韓国コンテンツ振興院支援[5]、韓Manodio開発
- ドロー&ディフェンス（英名Phoenix Nest。2012年5月24日[41] - ） - 韓国コンテンツ振興院支援[5]、韓new.f.o開発
- リトルウィザード（2012年6月4日[42] - ） - 韓国コンテンツ振興院支援[5]、韓Noritown studio開発
- コスミックキングダムズ（2012年6月4日[43] - ） - 韓国コンテンツ振興院支援[5]、韓AN GAMES開発
- デッドシティ（2012年6月5日[44]） - 韓国コンテンツ振興院支援[5]、韓ddd Game開発
- チョコレートヒーロー（2012年6月6日[45] - ）
- ぶら下がりサバイバル（2012年6月14日[46] - ）
- エルピスストーリー（2012年6月21日[47] - ）
- クリスタルハンター（2012年6月 - ） - 韓国コンテンツ振興院支援[5]、韓tenzsoft開発
- マイダービーデイズ（2012年8月1日[48] - ）
- ゾンビ･ランナウェイUP（2012年8月2日[49]）
- アクアストーリー（2012年8月14日[50] - ） - 韓国コンテンツ振興院支援[5]、韓SundayToz開発
- ショコラタウン（2012年11月7日[51] - ）
- 赤ちゃんぴおん カモンベイビー!（2012年11月[52] - ） - 韓Expotato開発
- キング･オブ･パイレーツ（2012年12月6日[53]） - 韓国コンテンツ振興院支援[5]、韓Wizdom Studio開発
- マイセレブライフ（英名Style Starlet。2012年12月 - ）
- 今日から忍者（2013年2月[54] - ）
- リーチライフ（2013年4月4日[55] - ）
- マイレストラン（2013年4月26日[56] - ）
- Defense Technica（2013年6月6日[57]）
- ブレイブヒーロー（2013年6月13日[58] - ）
- デモニックセイヴァー（2013年7月24日[59] - ）
- タイニーバブルぽん（2013年7月25日[60] - ）
- ファンタスティックヒーロー（2013年7月31日[61] - ）
- バトルダンジョンHEROES WAR（2013年8月1日[62] - ）
- キングダムタクティクス（2013年10月25日[63] - ）
- 対戦！パズル&マジック（2013年11月5日[64] - 2014年9月1日[65]） - DeNAとの共同開発
- リトルレジェンド（2013年12月12日[66] - ）
- マギ・クラフト（2014年2月28日[67] - ）
- 1’m HERO（2014年3月24日[68] - ）
- カンフーペット（2014年11月6日[69] - ）
- 龍の騎士団（2015年1月27日[70] - ）
- 9イニングス マネジメント（2015年8月18日 - ）
- イーストレジェンド（2015年5月8日[71] - ）
- マジェスティア（2017年5月25日[72] - 2018年4月19日）
- ルクス：光を継ぐもの（2016年6月9日[73] - ）
- ソウルシーカー（2015年2月5日[74] - 2019年1月31日[75]）
- チェーンストライク（2018年3月29日[76] - 2022年1月）
- ワンダータクティクス（2016年1月14日 - 2023年2月20日）

#### リリース中止
- ディバインガールズ（2014年2月14日配信予定となっていた[77]）

#### ローカライズ
- ダイスアドベンチャー 韓国版（2013年12月5日[78] - ） - モブキャスト開発
- 出動! 美女ポリス 韓国版（2013年12月19日[79] - ） - GNT開発